# Torres do Mondego
Torres do Mondego es una freguesia portuguesa del concelho de Coímbra, con 16,71 km² de superficie y 2550 habitantes (2001). Su densidad de población es de 152,6 hab/km².